# 와카키 타미키
와카키 타미키(일본어: 若木 民喜 와카키 다미키[*], 1972년 5월 9일~)는 일본의 만화가다. 남성이며 오사카부 이케다시 출신이다. 오사카부립키타노고등학교를 졸업한 후 교토 대학 문학부 철학과를 졸업했다.

## 내력
1993년, 교토대학에 재학 중이던 21세 때 제33회 쇼가쿠칸 신인 코믹 대상에 《코요고교합전에마키》(光陽高校合戦絵巻)를 투고해 입선한다. 그리고 편집자와의 협의에서 새 네임도 처음 몇 편은 평가받았으나 이후 그린 네임으로 처음으로 호된 비판을 받아 쇼크를 받았고, 이후에는 편집자의 전화도 받지 않고 연락을 끊었다 .1997년 교토대학 문학부 미학미술사학전수를 졸업 후 무직인 채 친정에서 게임을 하는 히키코모리 생활을 5년가량 계속하다가 26세에 재기를 도모하며 다시 쇼가쿠칸 신인 코믹상에 응모하자 이름을 기억하고 있던 담당자의 연락을 받고 자신을 일깨우기 위해 27세에 도쿄로 상경해 타케무라 유지의 어시스턴트를 거친다. 하지만 서른이 다 되어가는 위기감을 느끼면서도 어시스턴트 일을 마치고 자기 방으로 돌아오면 게임을 하고 반년에 한 번 정도의 빈도로 담당자와 이야기했을 때만 의욕을 내어 자기 만화에 착수하는 생활을 2년 정도 한다.
30세에 무직이고 부모도 정년을 맞이하는 상황에서 진지하게 만화에 대해 생각하게 되어 2004년의 단편 작품이 연재화에 이르러 33세에 첫 연재 《성결정 알바트로스》가 《주간 소년 선데이》(쇼가쿠칸)에서 2006년 1호부터 51호까지 연재되었다. 수상부터 진지하게 착수하기까지 10년 정도의 기간이 걸렸고 수상부터 첫 연재까지 무려 13년이 소요된 드문 작가다.
《주간 소년 선데이》 2008년 19호부터 2014년 21호까지 《신만이 아는 세계》를 연재했다. 이 작품은 2010년 이후 TV 애니메이션화 및 OVA화도 됐다.
2014년 6월, 《신만이 아는 세계》 단행본 최종권 발매 기념으로, 자신의 기획에 의해 블로그 내에서 응모자 전원에게 메시지 페이퍼(포스트 카드)를 보내는 기획이 시작된다. 오랫동안 회신에 기간이 지났지만 2016년 10월에 끝을 맞았다.
《주간 소년 선데이》 2017년 24호부터 2018년 44호까지 《킹 오브 아이돌》을 연재했다.
《빅 코믹 스피리츠》 2020년 16호부터 2023년 28호까지 첫 청년지 만화가 되는 《결혼한다는 게, 정말인가요》를 연재했다.
2022년,  《결혼한다는 게, 정말인가요》가 아마존 프라임 비디오에서 실사 드라마화되었다. 10월 7일에 공개되었다. 출연은 아오이 와카나, 사토 칸타 등.

## 작품 목록

### 연재 작품
- 성결정 알바트로스 (《주간 소년 선데이》 2006년 1호~51호, 전 5권)
- 신만이 아는 세계 (《주간 소년 선데이》 2008년 19호~2014년 21호, 전 26권)
- 나사달린 사람들 (《우라 선데이》·《MangaONE》 2015년 2월 25일~2017년 12월, 전 3권)
- 나노하 양과자점의 좋은 일 (《주간 소년 선데이》 2015년 19호~2016년 48호, 전 7권)
- 킹 오브 아이돌 (《주간 소년 선데이》 2017년 24호~2018년 44호, 전 6권)
- 결혼한다는 게, 정말인가요 (《빅 코믹 스피리츠》 2020년 16호~2023년 28호, 전 11권)
- 16bit 센세이션 나와 모두가 만든 미소녀 게임 (원안: 미츠미 미사토(아쿠아플러스)·아마즈유 타츠키(아쿠아플러스), KADOKAWA)

### 앤솔로지 작품
- 앤솔러지 코믹 아이돌마스터 신데렐라 걸즈 셔플